# Dávid Popper
Dávid Popper (alemany: David Popper)  (Praga, 18 de juny de 1843 - Baden bei Wien, 7 d'agost de 1913) va ser un violoncel·lista i compositor txec, pare de Leó Popper.

## Biografia

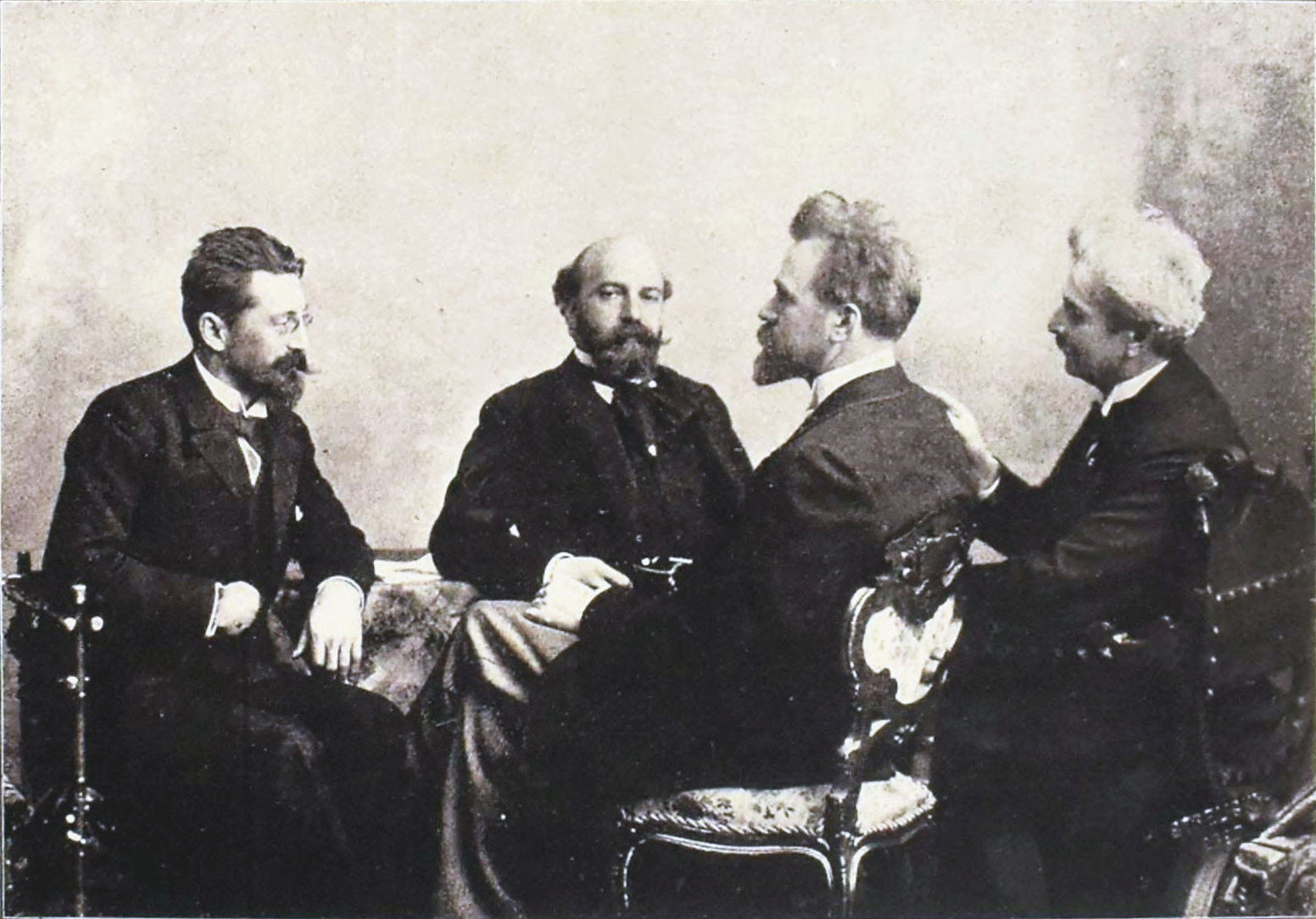
El Quartet de Corda Hubay-Popper el 1898

David Popper, fill d'Anselmus v. Angelus Popper, cantor a Praga, i Esther Kisch, va rebre la seva formació musical al Conservatori de Praga, estudiant violoncel amb Julius Goltermann. De jove artista, va actuar amb Hans von Bülow. A partir de 1863, va fer una important gira de concerts per les principals ciutats d'Europa i va obtenir èxits notables a Alemanya, Suïssa, Hongria (el 1867), els Països Baixos i Anglaterra. Per recomanació de Bülow, va esdevenir membre de l'Orquestra de Cambra de Löwenburg del príncep Constantino de Hohenzollern-Hechingen.
Va debutar a Viena el 1867; de 1868 a 1873 va treballar com a primer violoncel·lista i concertino a l'Orquestra de l'Òpera de la Cort de Viena, i també va ser membre del Quartet de Corda Hellmesberger. El seu primer matrimoni amb Sophie Menter, alumna de Franz Liszt, també va tenir lloc durant aquest període (1872). Després de deixar l'Òpera de Viena, va participar en gires de concerts amb la seva dona a partir de 1873 (inclosa Hongria el 1875 i el 1877), però es van divorciar el 1886. Fins a la segona meitat de la dècada de 1880 va viatjar per Europa, vivint a Londres, París, Sant Petersburg, Viena i Berlín; el seu art excepcional va aconseguir un èxit brillant a tot el continent. El 1882 va fer una gira per Espanya i Portugal amb el violinista francès Émile Sauret.
El 1886 va ser convidat a la Reial Acadèmia Hongaresa de Música, com a professor de violoncel i quartet de corda. Va ensenyar i va prendre Adolf Schiffer sota el seu patrocini. Amb Jenő Hubay va fundar un quartet de corda de fama mundial, que va tenir una importància decisiva en la vida concertística hongaresa durant dècades. El compositor també va participar personalment en els seus concerts de Brahms durant anys. El 1896 van estrenar junts el trio en do menor de Brahms. Brahms li va dedicar la seva sonata, que es va estrenar juntament amb el compositor a Budapest. També va aparèixer com a solista en diversos conjunts de cambra; més tard com a director de l'Acadèmia de Música.
Dávid Popper també va ocupar un lloc excel·lent en el món de la música com a compositor. Va escriure gairebé setanta-cinc peces per a violoncel, va compondre diversos concerts per a violoncel buscats i populars, i també va compondre altres obres per a altres instruments. Les seves obres pedagògiques, peces de caràcter i de saló, i transcripcions són obres mestres de la literatura per a violí.

## Les seves obres principals

### Competicions Gordon
- D menor, Op. 8,
- Mi menor, Op. 24
- Sol major, Op. 59,
- Si menor, Op. 72

### Duos
- Elfentanz, Op. 39
- Zweite Tarantella, Op. 57

### Fantasies
- Fantasia über Kleinrussische Lieder, Op. 43

### Cançons
- Fonódal,, op. 55 número 1
- Wie einst in schöner'n Tagen, Op. 64 número 1
- Wiegenlied, Op. 64 número 3

### Nocturn
- Nocturn núm. 3, op. 42

### Rapsodies
- Ungarische Rhapsodie, Op. 68

### Serenates
- Sérénade, Op. 54 número 2

### Suites
- Sóc Walde, op. 50

### Danses
- Gavotte, Op. 76 número 2
- Mazurca, Op. 11, número 3
- Gnomentanz, Op. 50, núm.2
- Gavotte, Op. 23

### Obres orquestrals
- Rèquiem, Op. 66
- Suite, Op. 16
- Caprice, Suite de 2 morceaux originaux, Op. 74

### Peces de personatges i de saló per a violoncel i piano
- Polonaise de concert Op.14
- Sérénade orientale Op. 18
- Tarentelle Op. 33
- Spinnlied Op. 55/1
- Ungarische Rhapsodie Op. 68.

### Cadències per a concerts per a violoncel
- A partir d'obres de Joseph Haydn, Camille Saint-Saëns, Volkmann, Schumann, Molique

### Transcripcions per a violoncel i piano
- A partir d'obres de Chopin, Tchaikovsky, Pergolesi, Schubert, Schumann

## Treballs pedagògics
- Hohe Schule des Violoncello-Spiels, Op. 73
- Zehn mittelschwere grosse Etüden für Violoncello, Op. 76

## Concursos commemoratius
- Concurs Internacional de Violoncel David Popper, Várpalota, des de l'any 2000 (www.popper-cello-competition.com)
- Eva Janzer Memorial Popper Cello Competition, Indiana, EUA, el 1997.